# Église Saint-Martin de Pfaffenheim

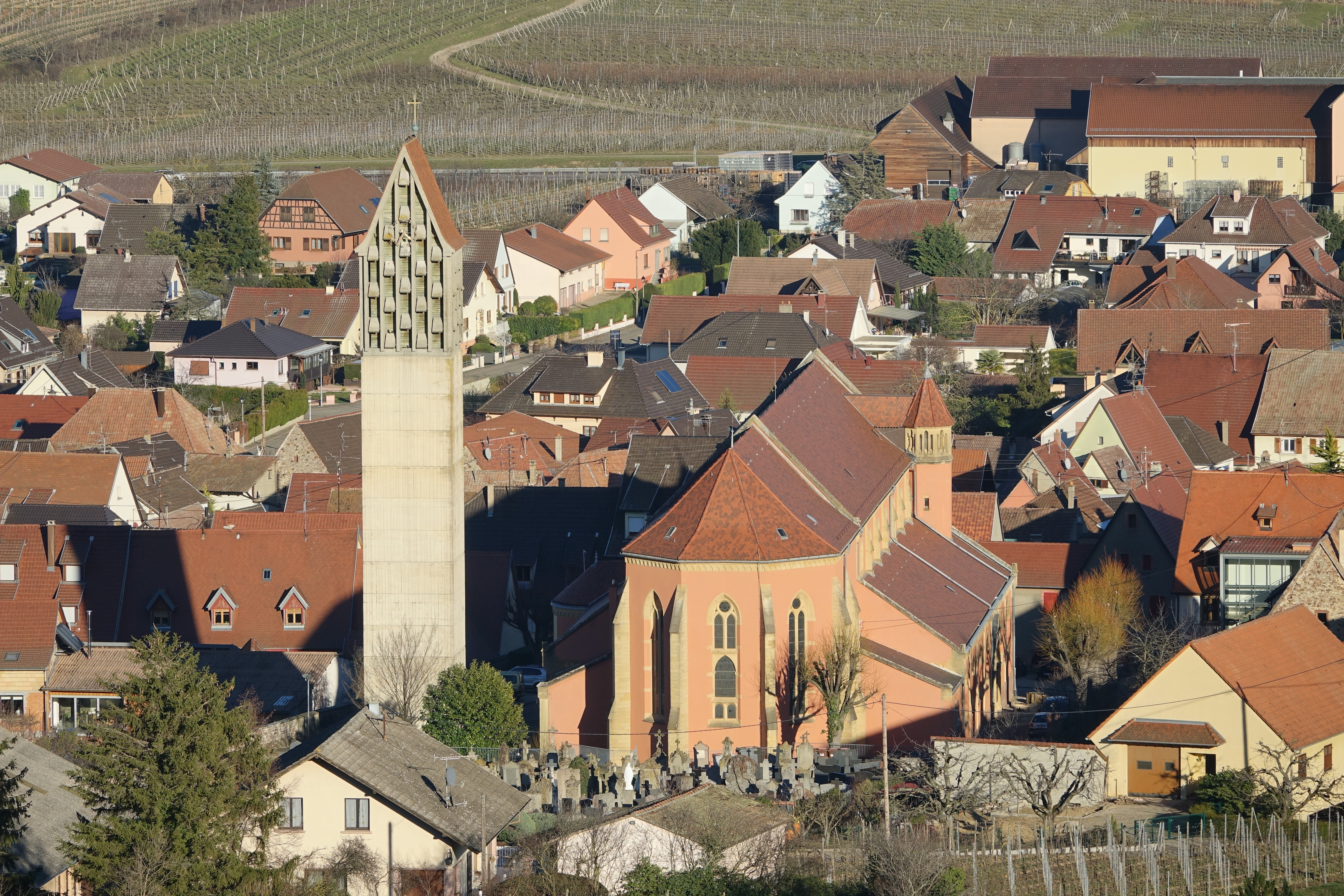

L'église Saint-Martin de Pfaffenheim est située au cœur du village éponyme, rue de la Lauch, dans le département français du Haut-Rhin (région Grand-Est). Elle présente la particularité d'avoir deux chœurs et un clocher séparé de styles différents. Ces éléments retracent son histoire : à l'est, le chœur roman date du XIIIe siècle, la nef et le chœur occidental néogothiques sont du XIXe siècle, le campanile moderne a été érigé au XXe siècle.
L'église Saint-Martin fait l'objet d'un classement au titre des monuments historiques depuis 1840.

## Historique
Le chœur roman et la sacristie qui subsistent dans l'actuelle église paroissiale appartiennent à l'église construite dans les années 1215 à 1225 ; la nef disparue était peut-être plus ancienne (voir fouilles de 1992). Un clocher roman simple coiffé d'un toit en bâtière surmontait la travée droite du chœur.
En 1836, la nef romane est remplacée par une nouvelle nef de dimensions très vastes donnant sur un nouveau chœur situé à l'ouest, le chœur ancien étant maintenu, mais n'étant plus utilisé. La nouvelle église est décorée dans un style néo-classique. Elle présente des défauts de conception et doit être consolidée dès 1850.
En 1892, le maire de Pfaffenheim demande à l'architecte des monuments historiques Charles Winkler de la remplacer par un nouveau bâtiment. Winkler conserve les fondations de 1836 et fait élever en 1893 un bâtiment néogothique sur des colonnades et des croisées d'ogives. L'église est fermée à l'ouest par un chevet néogothique à voûtes.
Il modifie aussi considérablement le clocher, surélevant la base romane d'un étage néogothique monumental surmonté d'une flèche atteignant une hauteur de 72 mètres.
Le clocher du XIXe siècle est endommagé par des tirs d'un char américain le 5 février 1945 lors de la libération du village. Il est démonté par la suite et le moignon est couvert d'un toit devant assurer l'étanchéité de l'édifice. Après 1972, l'architecte Bertrand Monnet des Monuments historiques fait construire au nord de l'église un campanile de béton aux lignes épurées qui complète l'église Saint-Martin.
Des travaux de restauration à l'intérieur et à l'extérieur de l'église sont menés en 1992, améliorant le confort et mettant en valeur ses différents éléments architecturaux. Avant l'installation d'un système de chauffage par le sol, des fouilles sont effectuées dans la nef, permettant de retrouver les bases de l'ancienne nef romane. Dans le carrelage de la nef actuelle, des marques discrètes indiquent l'emprise de l'ancienne église ainsi que les emplacements de quatre sépultures qui ont été découvertes lors de ces fouilles.
Aspects de l'église de Pfaffenheim:

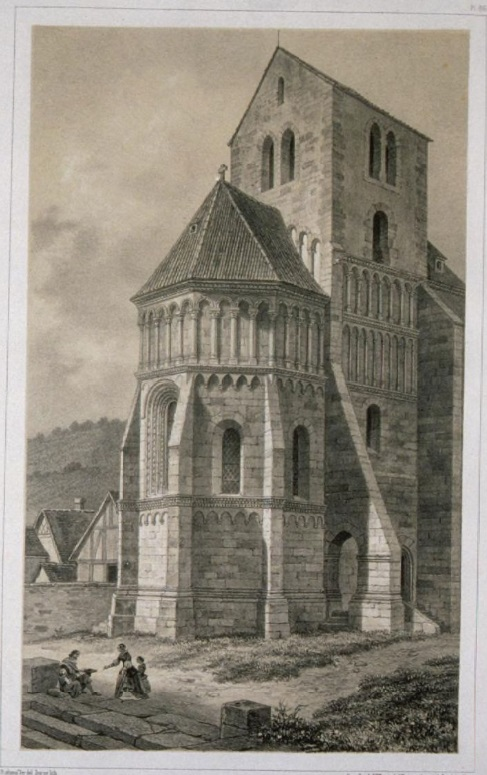
Le chœur et le clocher romans
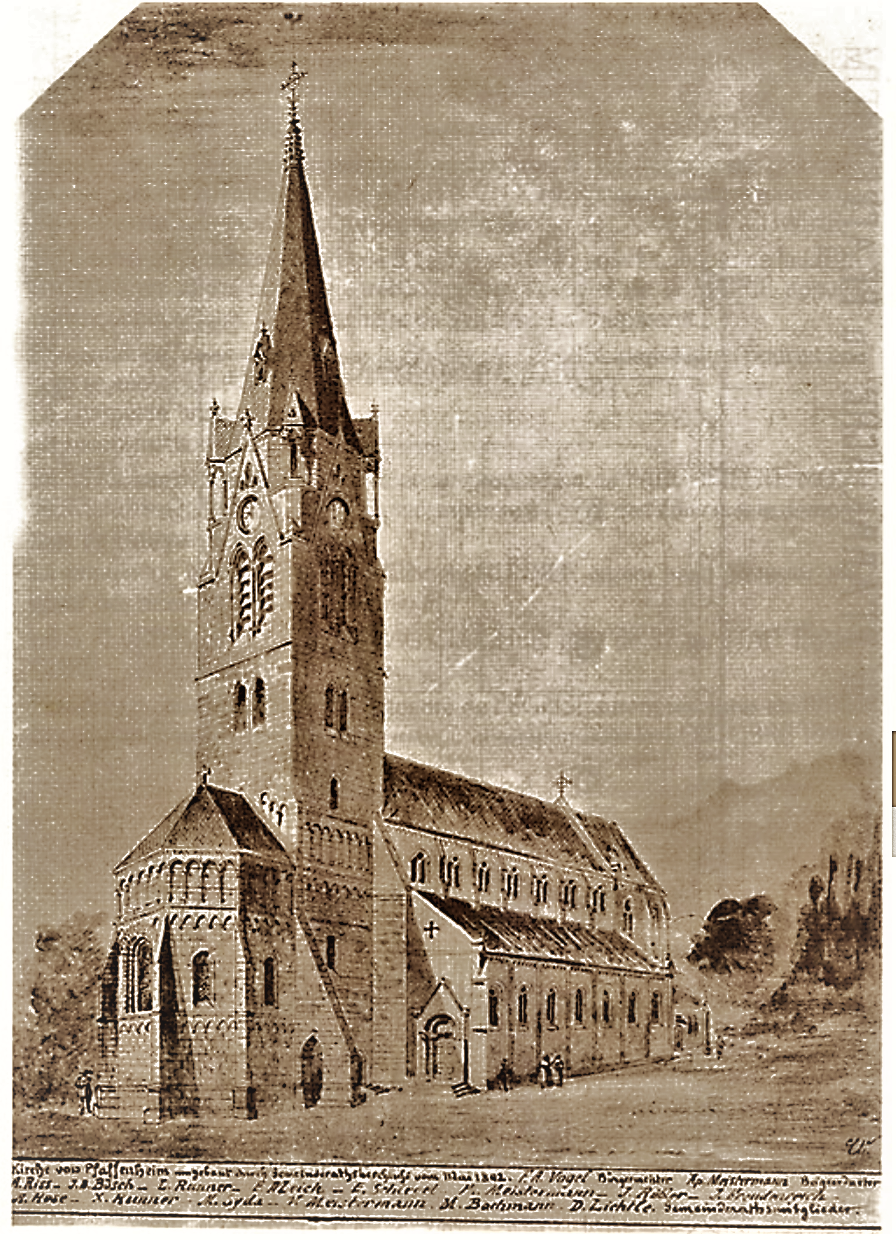
Le clocher et la nef néogothiques (dessin de Charles Winkler)
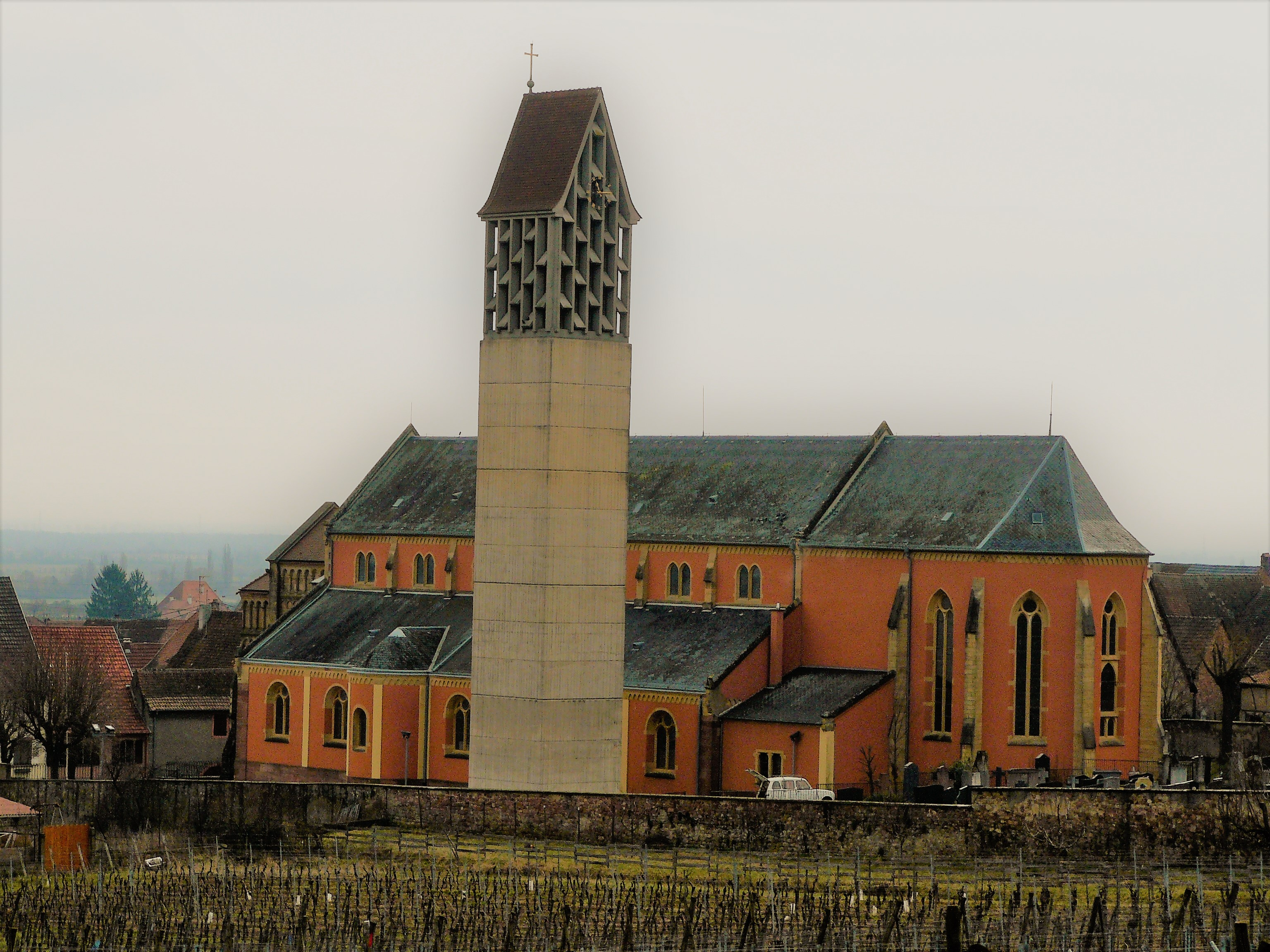
Aspect actuel : le campanile moderne, la nef et le chœur occidental

## Architecture

### Le chœur roman
L'église Saint-Martin de Pfaffenheim n'a conservé de sa construction romane du XIIIe siècle que le chœur clos par une abside polygonale à l'est et flanqué d'une sacristie au sud. L'ensemble est bâti en grès jaune de Rouffach. 
Le chevet est constitué des ⅝èmes d'un octogone. Ses murs sont soutenus par des contreforts et percés au deuxième niveau de fenêtres étroites avec des arcs en plein-cintre. Les premiers et deuxième niveaux  sont marqués par des frises d'arcs d'inspiration italienne (bandes lombardes). Le troisième niveau est formé de colonnettes et arcs aveugles qui rappellent les galeries des cathédrales de Spire ou de Bonn.  En bas du mur est, un crucifix recouvre une fresque plus ancienne peu lisible. Toute la partie basse du chœur est marquée d'énigmatiques "griffes du diable" ou polissoirs.  

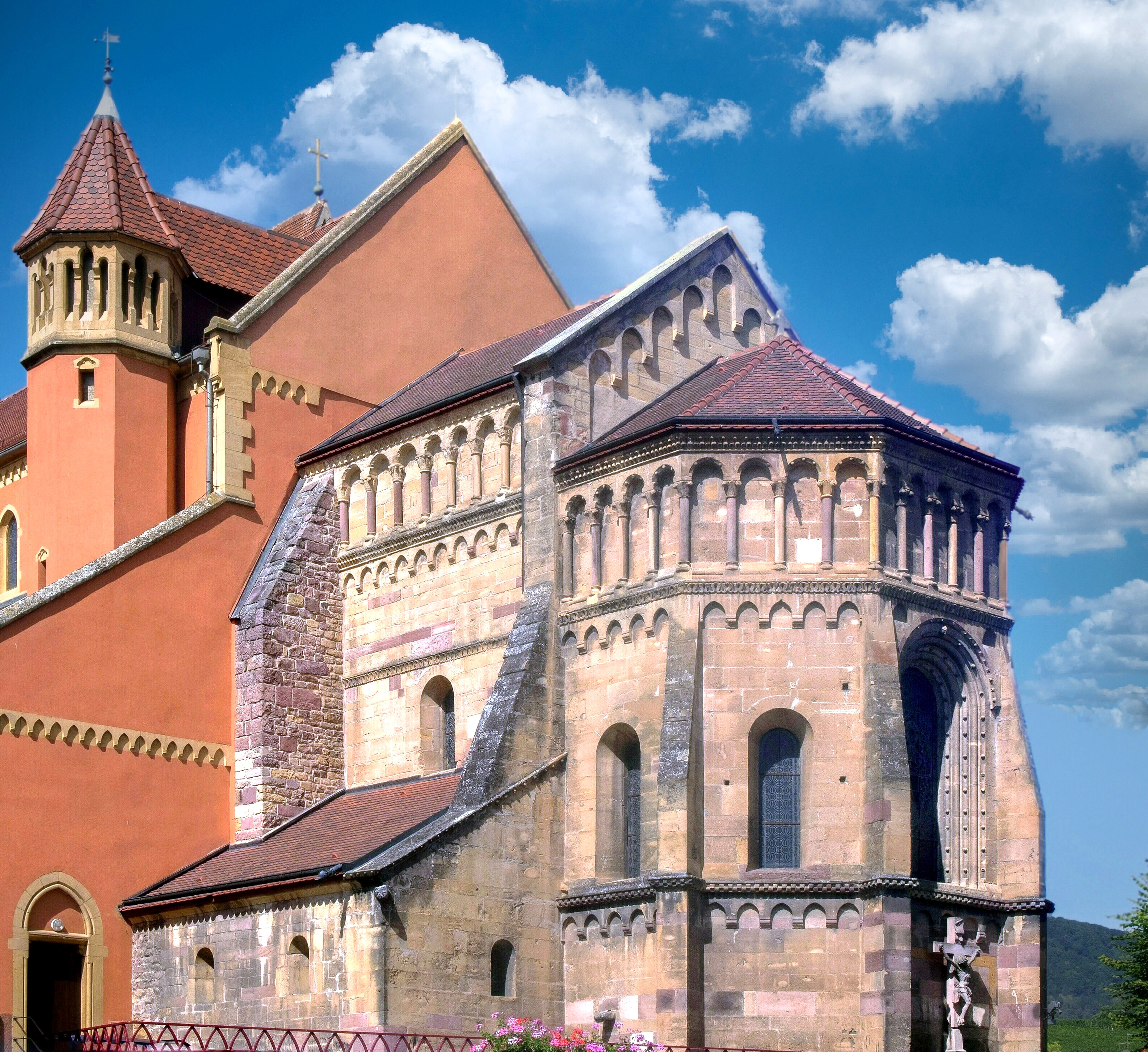
Le chevet roman, la sacristie, la tourelle d'escalier de la nef.
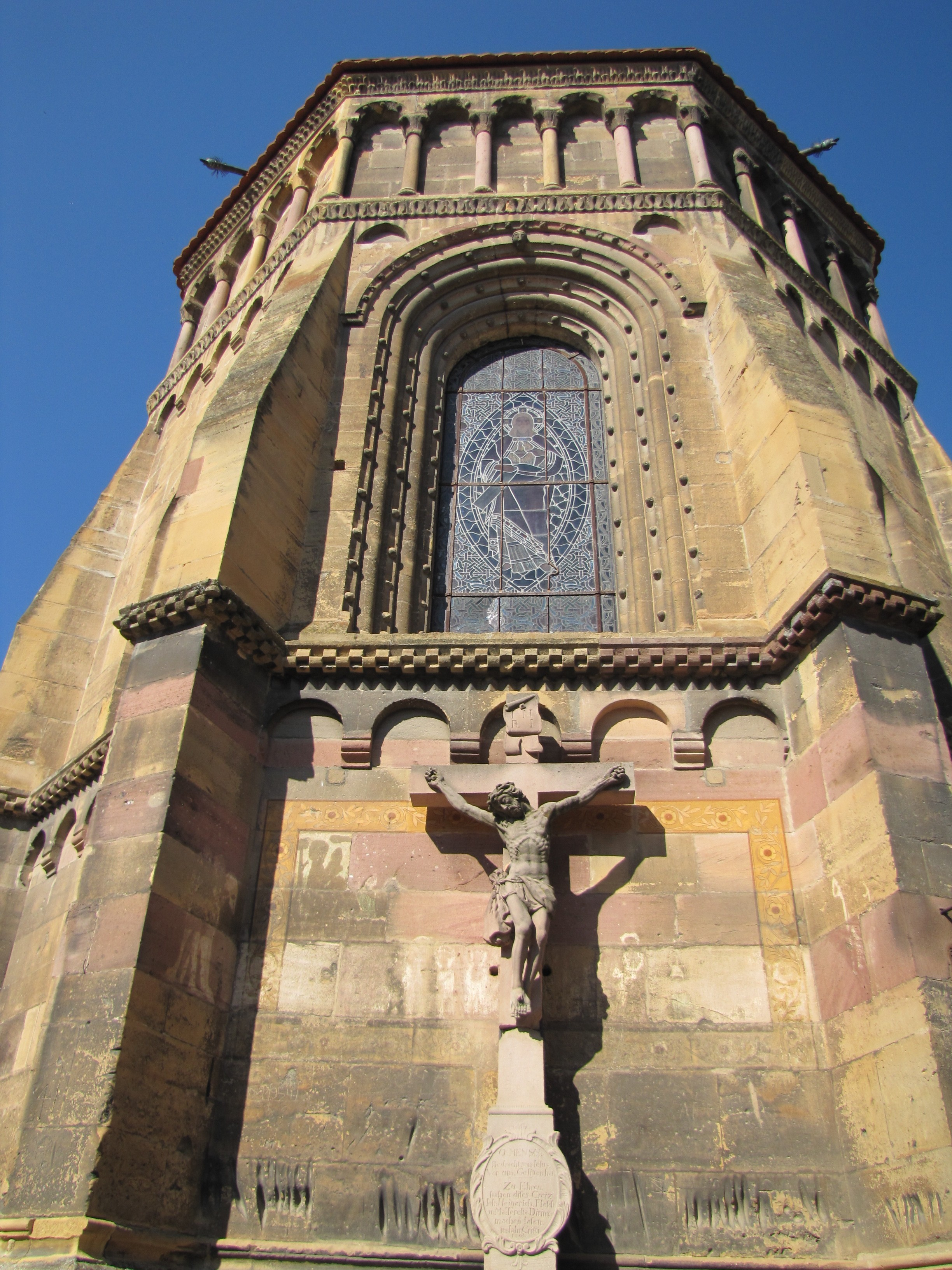
Face est : crucifix, ancienne fresque.
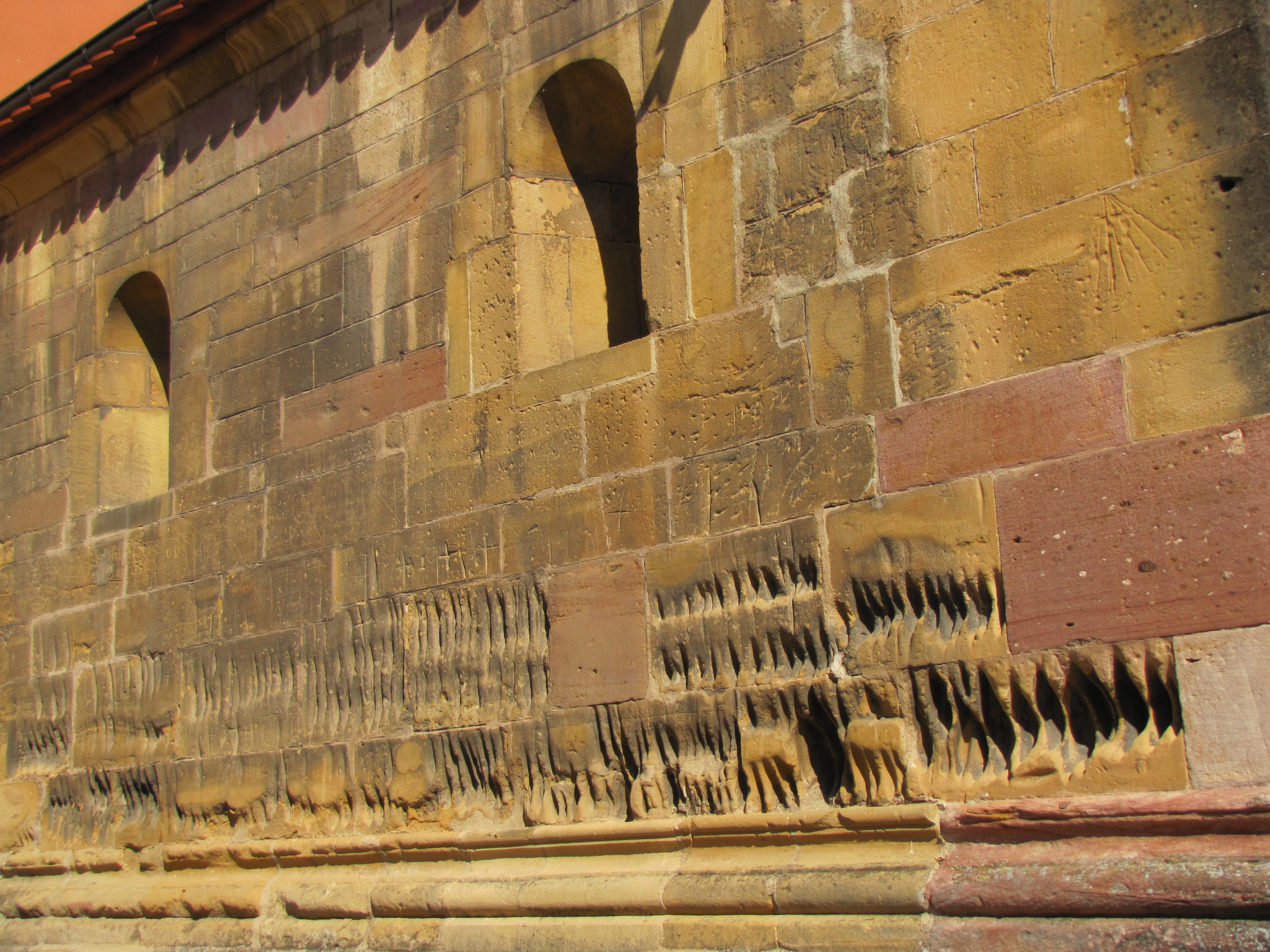
Polissoirs à la base de la sacristie.
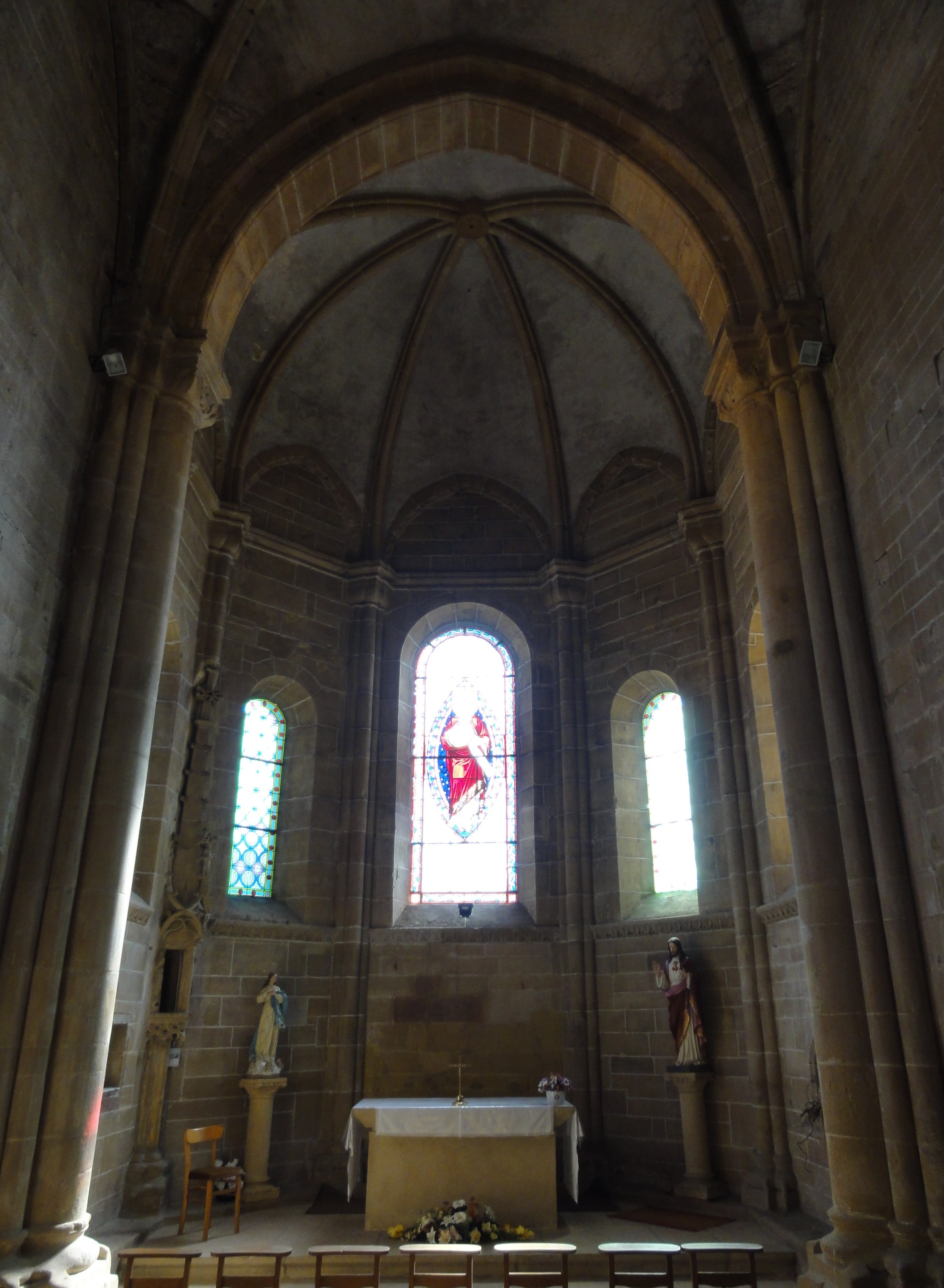
Vue de l'intérieur du chœur roman.

Le chœur roman sert actuellement de chapelle. Sa voûte, comme celle de la sacristie, relèvent d'un style de transition, annonçant le gothique par ses proportions élancées et le tracé d'arcs brisés. Au nord-est, un pilier contient une tour eucharistique ou tabernacle du XVe siècle.

### La nef et le chœur néogothiques
La nef est de type basilical avec un vaisseau central s'élevant nettement au-dessus des deux collatéraux plus bas couverts de toits en appentis. Vue de l'extérieur, la partie émergente du vaisseau central percée de baies en ogives géminées fait office de claire-voie.
L'architecte Charles Winkler s'est employé à établir une cohérence entre son édifice gothique et l'ancien chœur roman de l'église. Les murs de son bâtiment sont crépis, mais les éléments architecturaux de structure ou de décoration (contreforts, meneaux, frises etc.) sont réalisés en grès jaune comme celui de l'église primitive. Les baies du premier niveau de la nef ont des embrasures  à plein-cintre ; ce sont les meneaux qui dessinent deux lancettes surmontées d'un oculus. Au sud-est une tourelle octogonale s'élève au-dessus de l'appentis, abritant un escalier qui permet d'accéder aux combles du vaisseau central. La partie supérieure de cette tourelle présente des ouvertures triplées de caractère roman devant évidemment assurer la transition des styles. En-haut des murs une frise de petits arcs brisés rappelle la bande lombarde du chœur roman. 
À l'ouest, le bâtiment est fermé par un chevet néogothique à fenêtres hautes. La porte d'entrée de l'église de trouve au sud dans un ébrasement à voussures.  

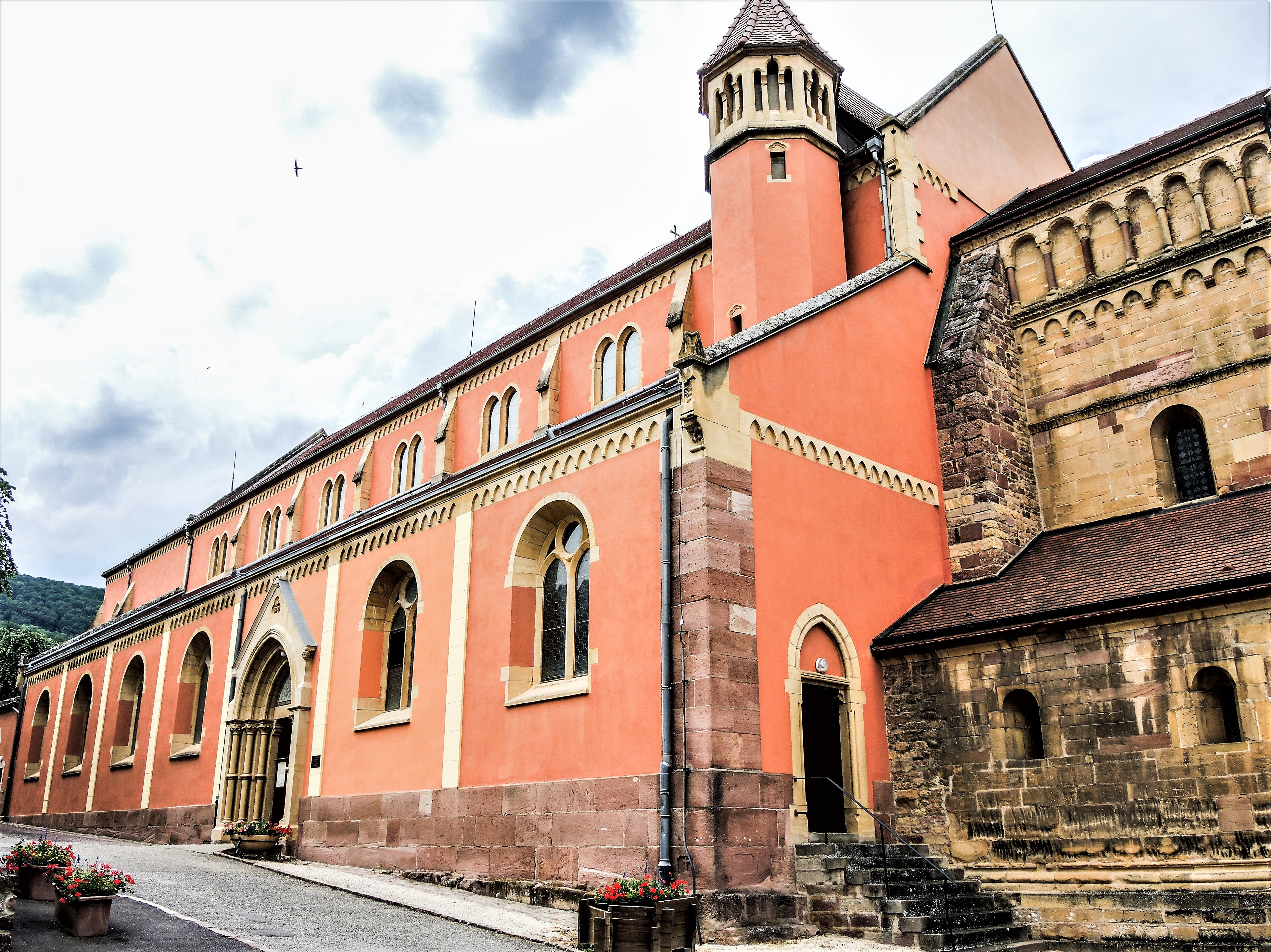
Côté sud : L'église néogothique, le chœur roman, transition des styles.
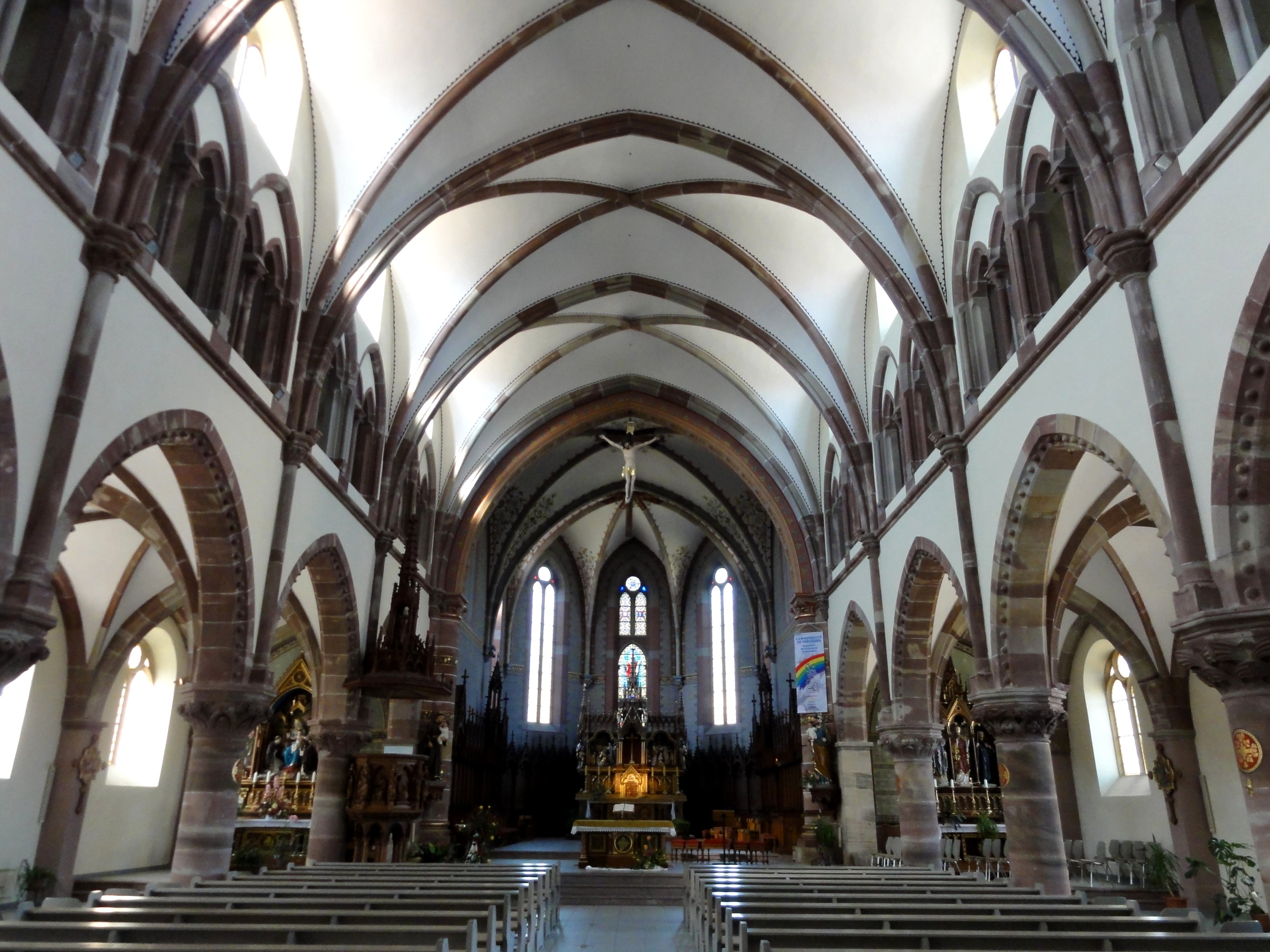
Vue de l'intérieur : Colonnades, voûtes d'ogives, galeries.
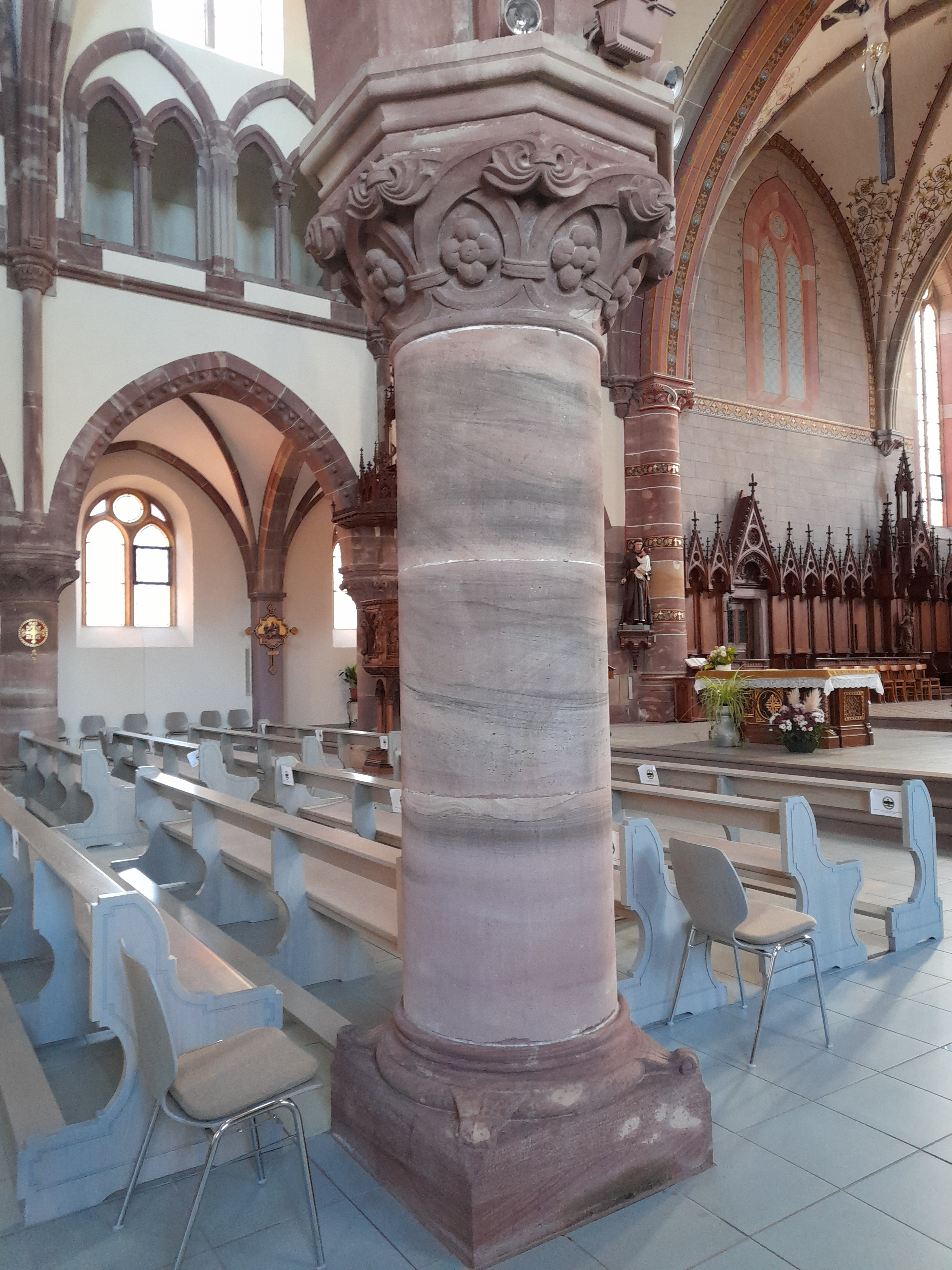
Colonne, chapiteau, galerie, arc triomphal, stalles.
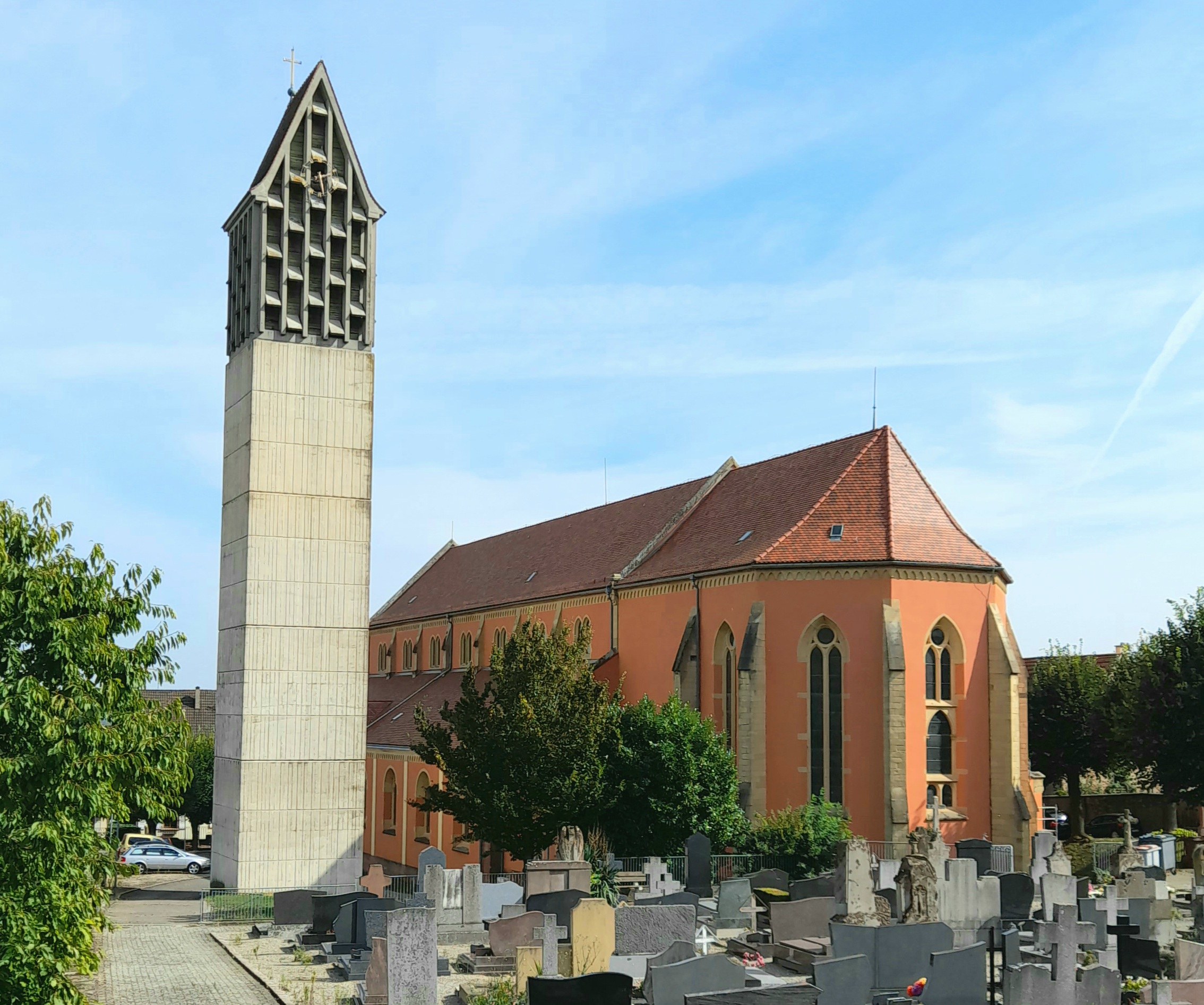
Vue du nord-ouest : la nef et le chevet occidental, le campanile moderne.

À l'intérieur, les structures architecturales sont réalisées en grès rose de Phalsbourg. Deux colonnades supportent les voûtes à ogives des vaisseaux collatéraux de la nef, définissant sept travées. Les colonnes cylindriques sont surmontées de chapiteaux octogonaux sculptés. Les arcs latéraux supportent des galeries à ogives doubles qui semblent augmenter le volume du corps de l'église. La voûte centrale est éclairée par les fenêtres de la claire-voie. Au-delà de l'arc triomphal, le chœur est meublé de stalles et du maître autel néogothiques. Il est constitué d'une croisée droite aveugle (des fenêtres sont dessinées en trompe-l'œil), suivie d'une abside polygonale à voûte nervurée avec de hautes fenêtres en ogives conformes au style de l'ensemble.

### Le campanile moderne
Après la dernière guerre, l'église et la population de Pfaffenheim étaient privées de clocher. Pour pallier ce défaut, l'architecte Bertrand Monnet avait plusieurs options, il fit le choix de la modernité en construisant une tour de béton séparée de l'édifice dans un style minimaliste. 
Les vestiges de l'ancien clocher furent ramenés au niveau intermédiaire de la nef et du chevet roman et couverts d'un toit en bâtière souligné par une frise rendant son unité de style à l'ancien chœur roman. Le clocher de Monnet s'élève au nord de la nef ; sa base est constituée d'un parallélépipède de béton à base carrée atteignant les ⅔ de sa hauteur. Les traces du coffrage restent visibles, définissant un empilement de quatre cubes. Le tiers supérieur du campanile présente une structure de béton ajourée et rythmée par des abat-sons qui ont aussi une fonction esthétique. Il est couvert d'un toit en bâtière qui doit rappeler le clocher roman originel de l'église.

## Mobilier

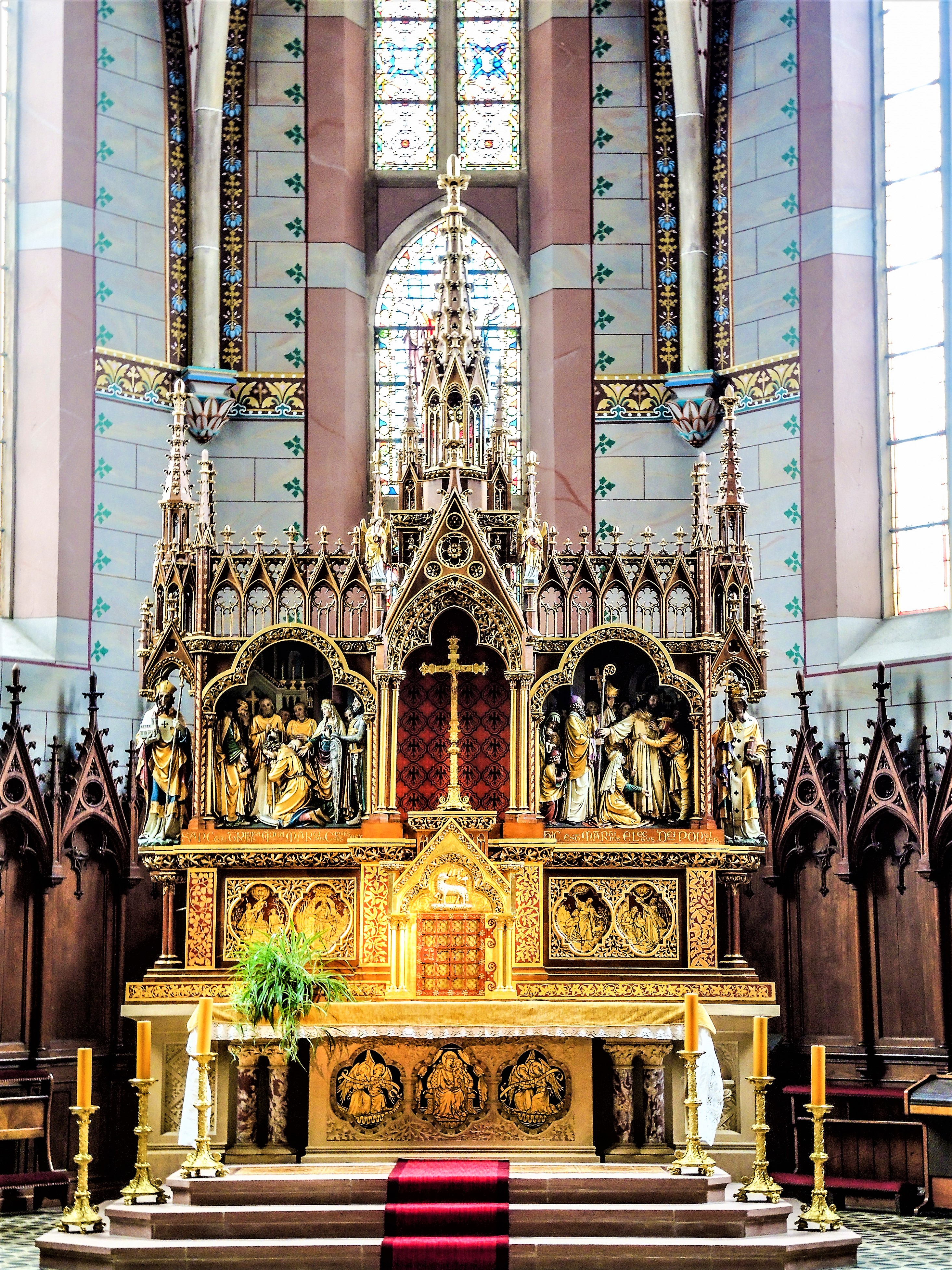
Le maître-autel.
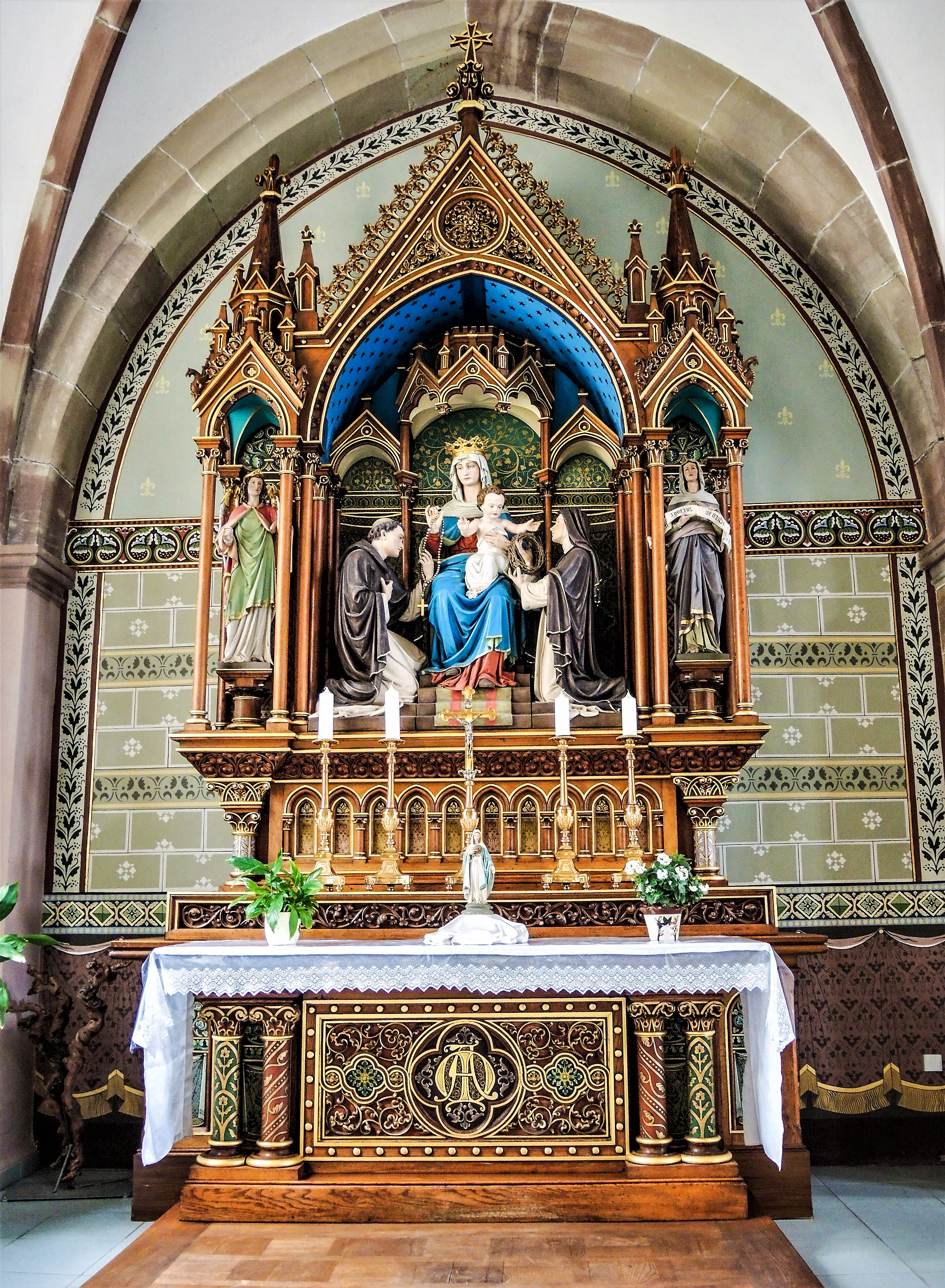
L'autel de Sainte-Marie.
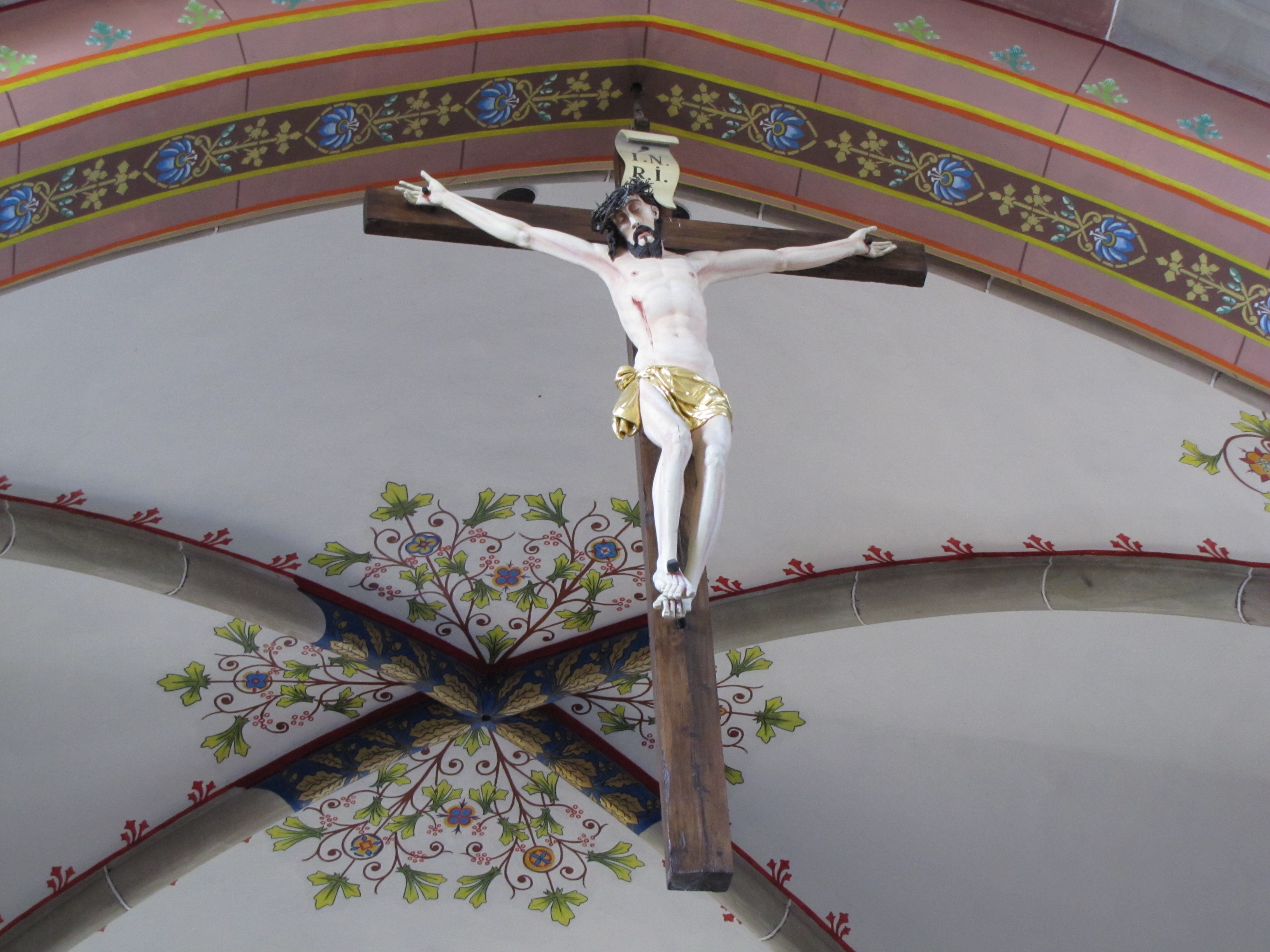
Le crucifix de l'arc triomphal.
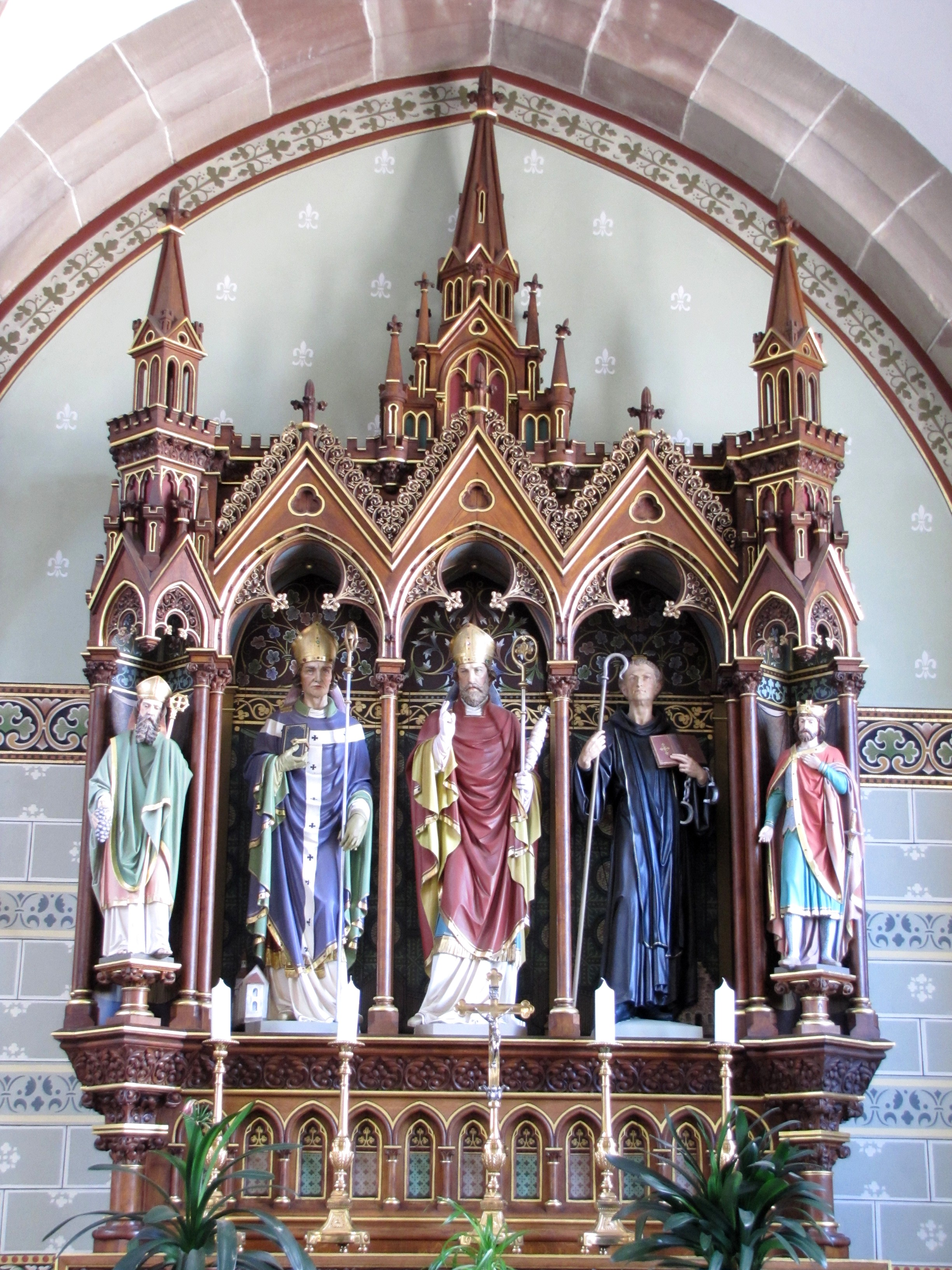
L'autel des saints Urbain, Martin, Érasme, Léonard, ...
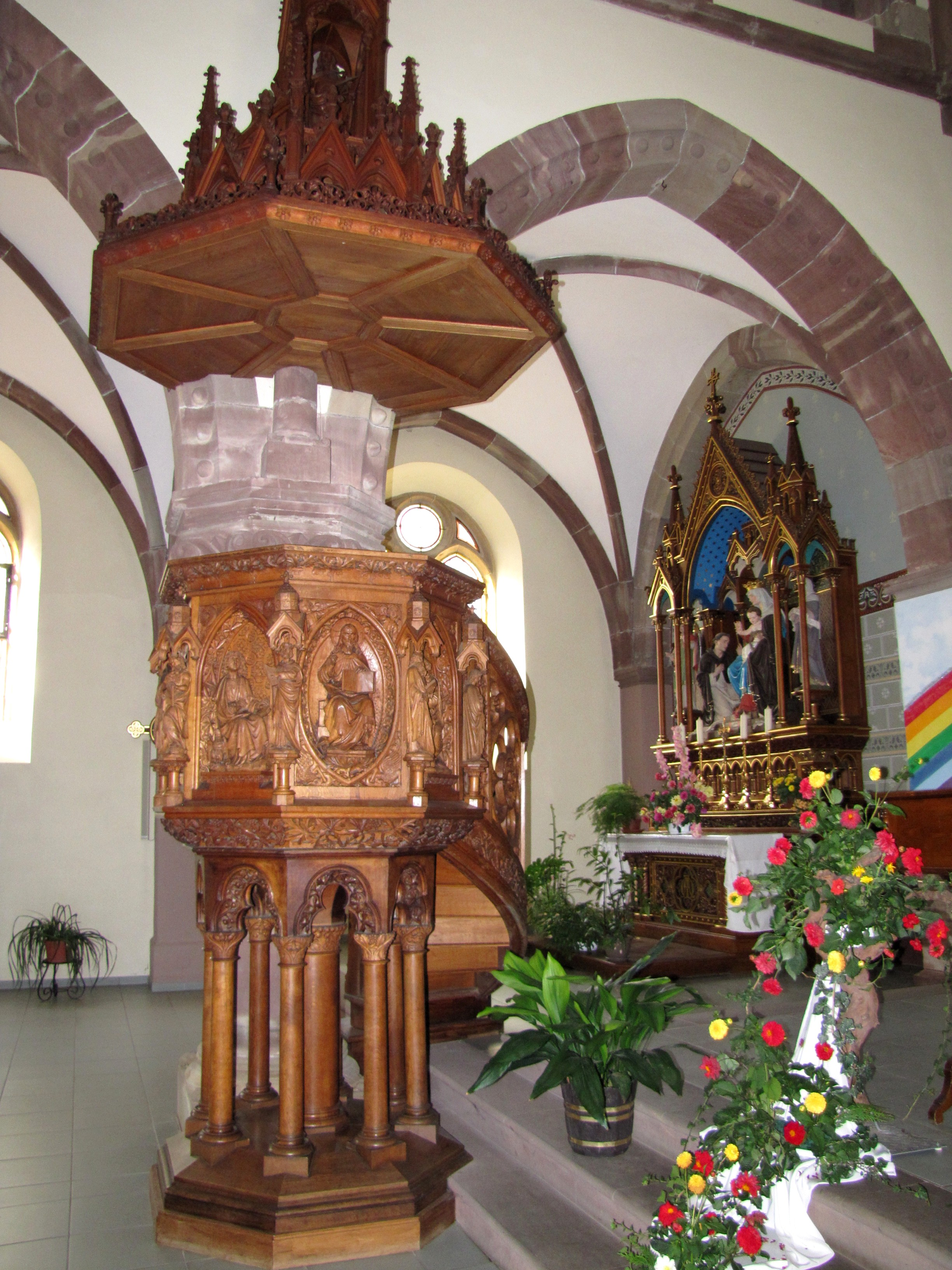
La chaire à prêcher (bas-reliefs : le Christ et les évangélistes).
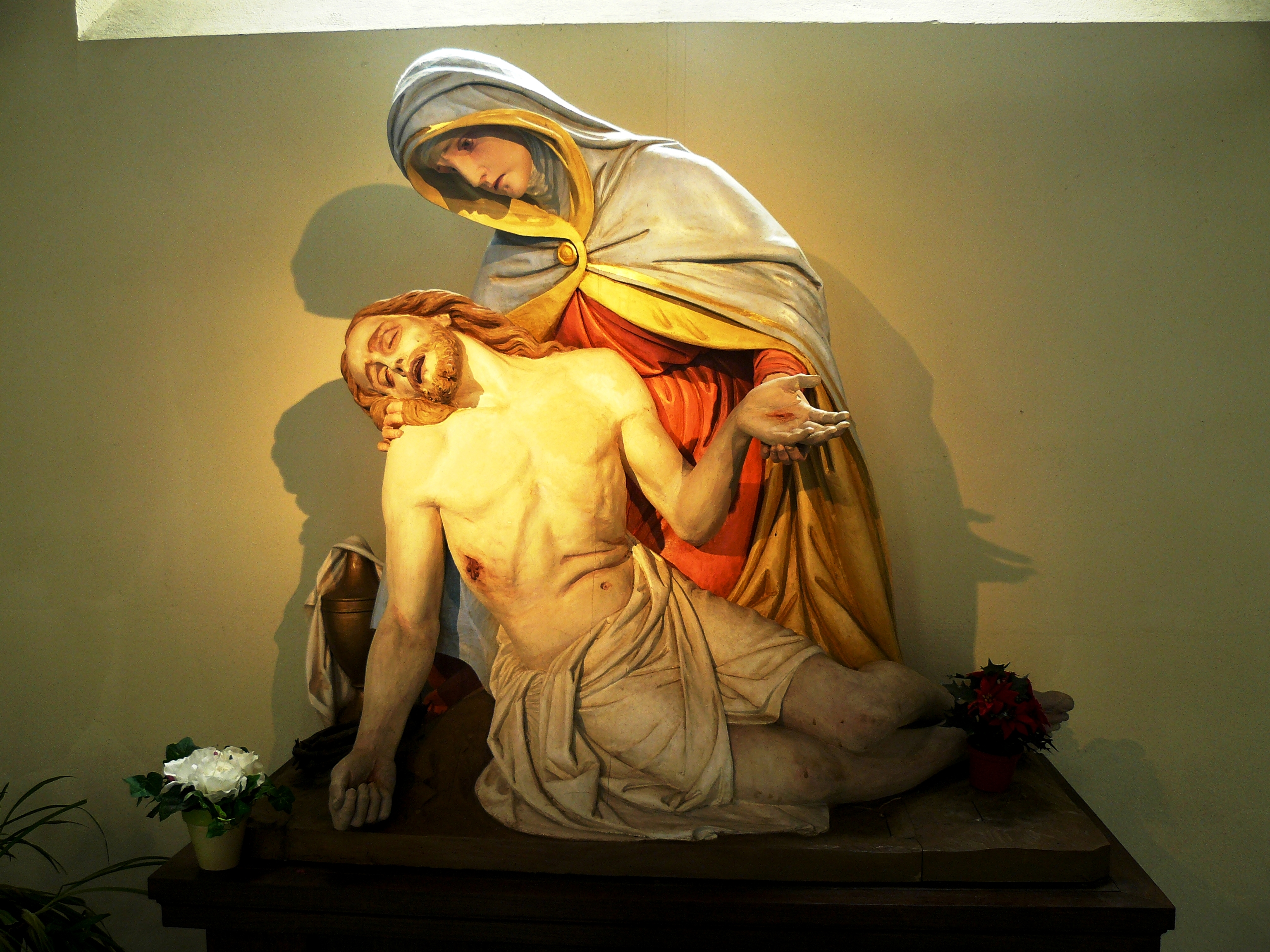
La Pietà de Pfaffenheim.
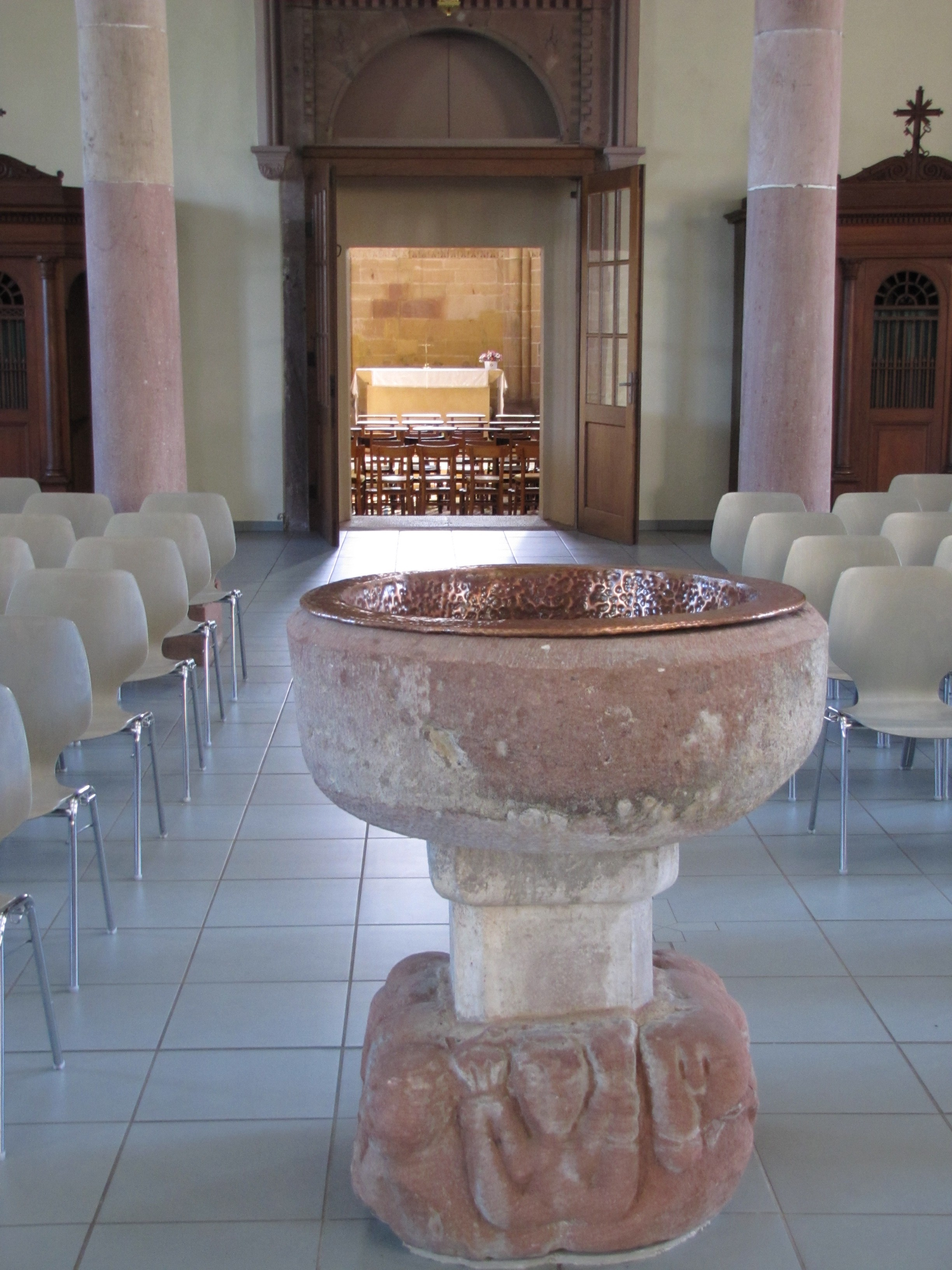
Anciens fonts baptismaux, bénitier.
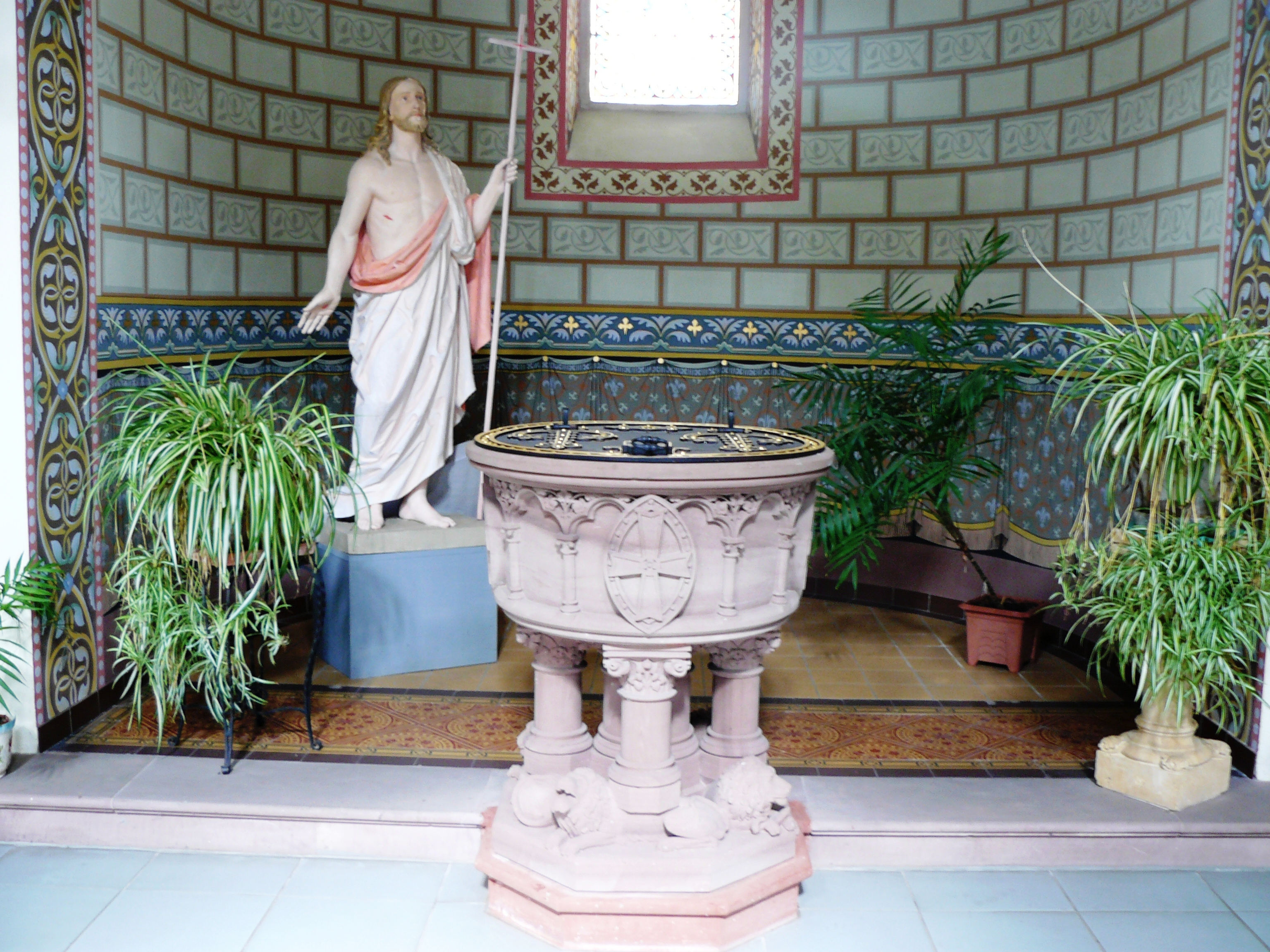
Fonts baptismaux et Christ ressuscité.
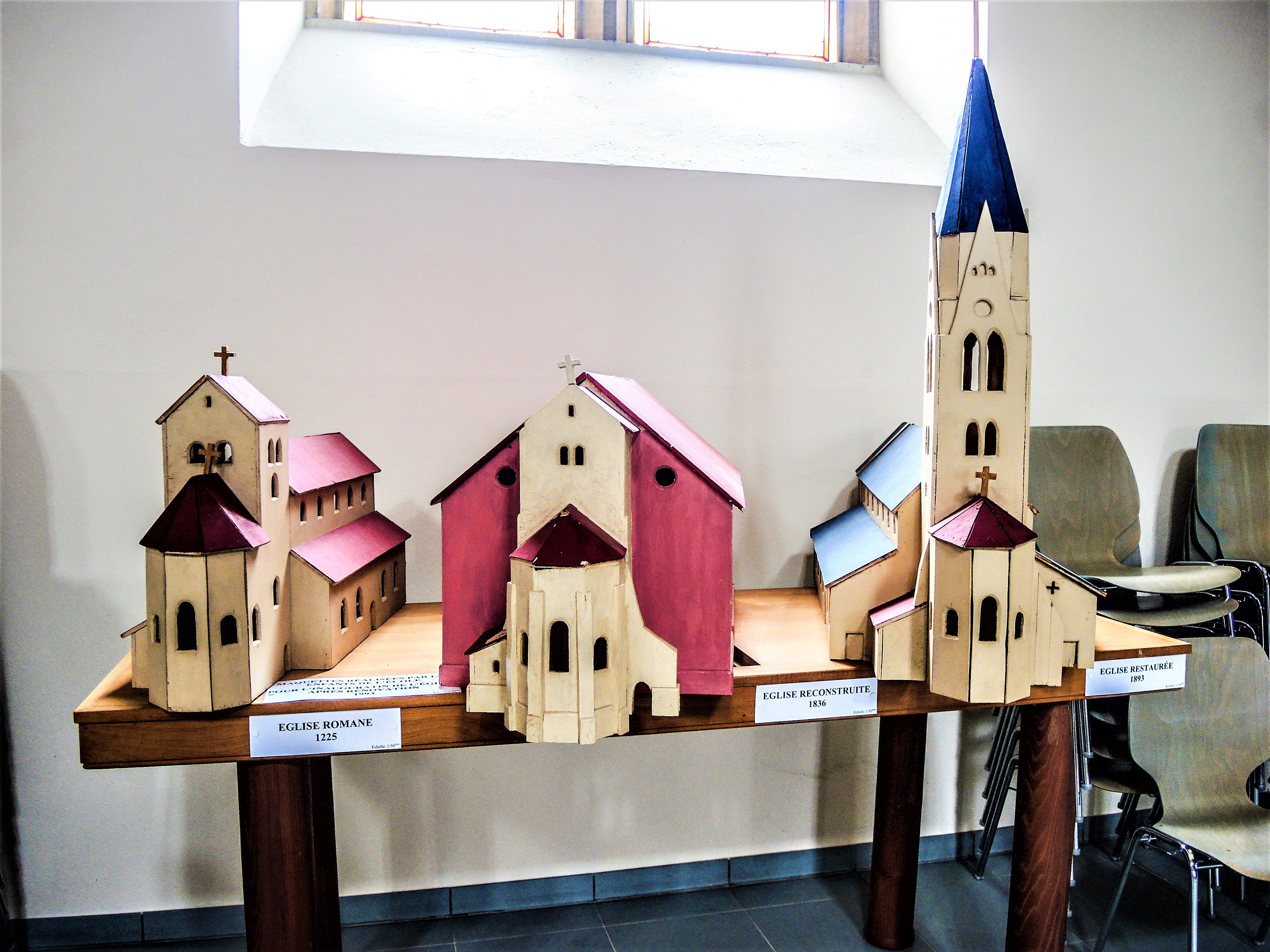
Maquettes de l'évolution de l'église.
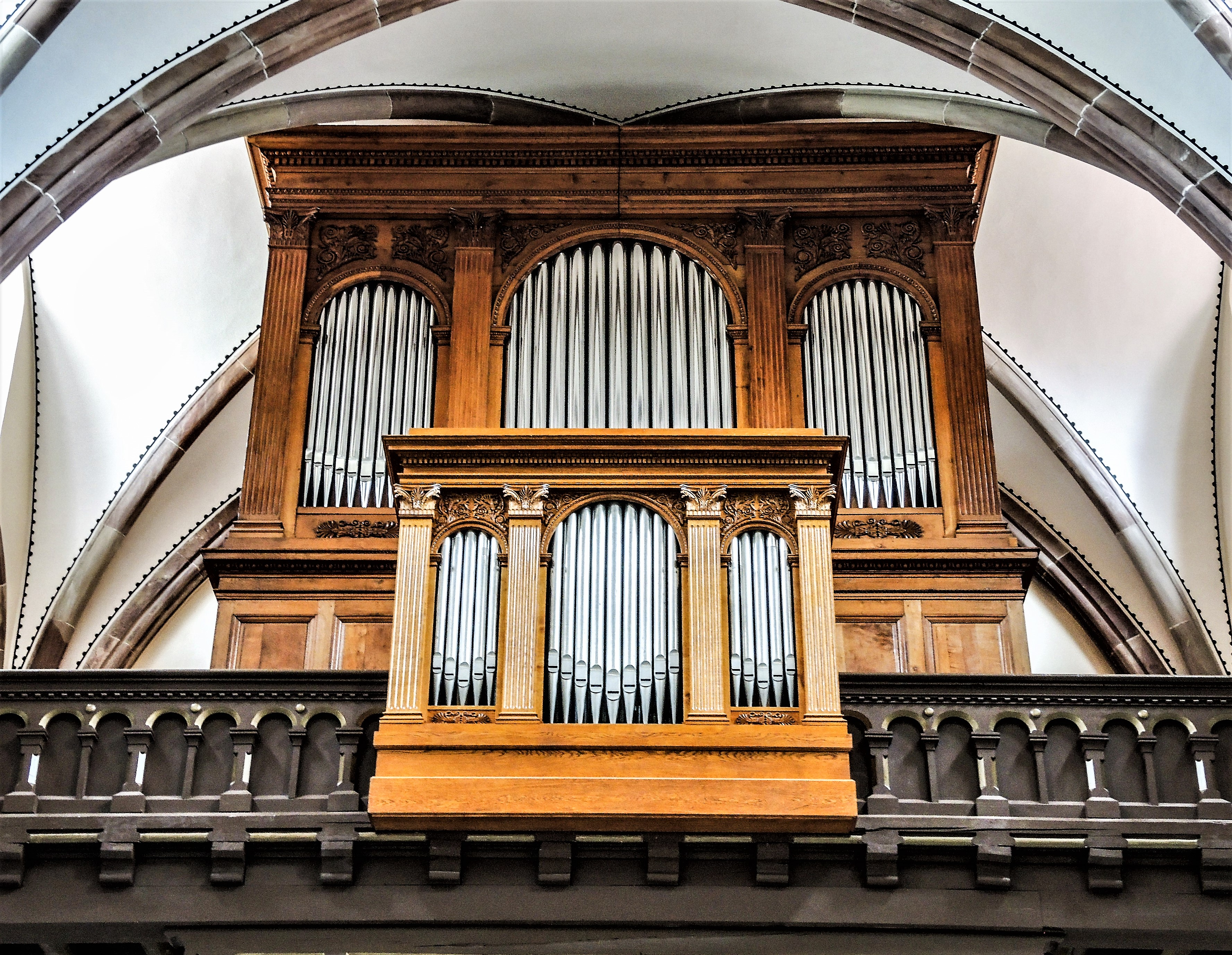
Orgues (Callinet-Schwenkedel-Brayé)[12].
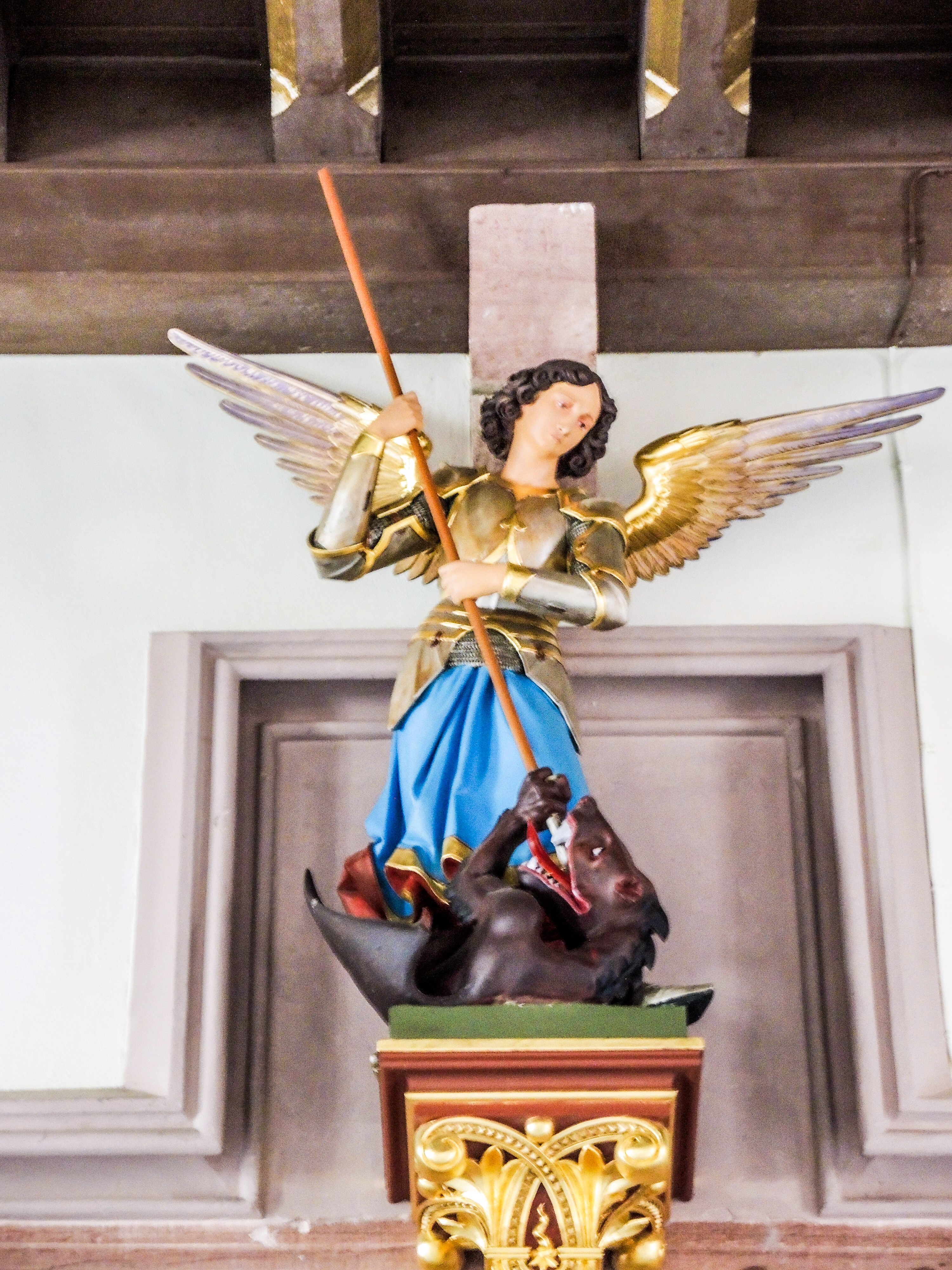
Statue de Saint-Michel.
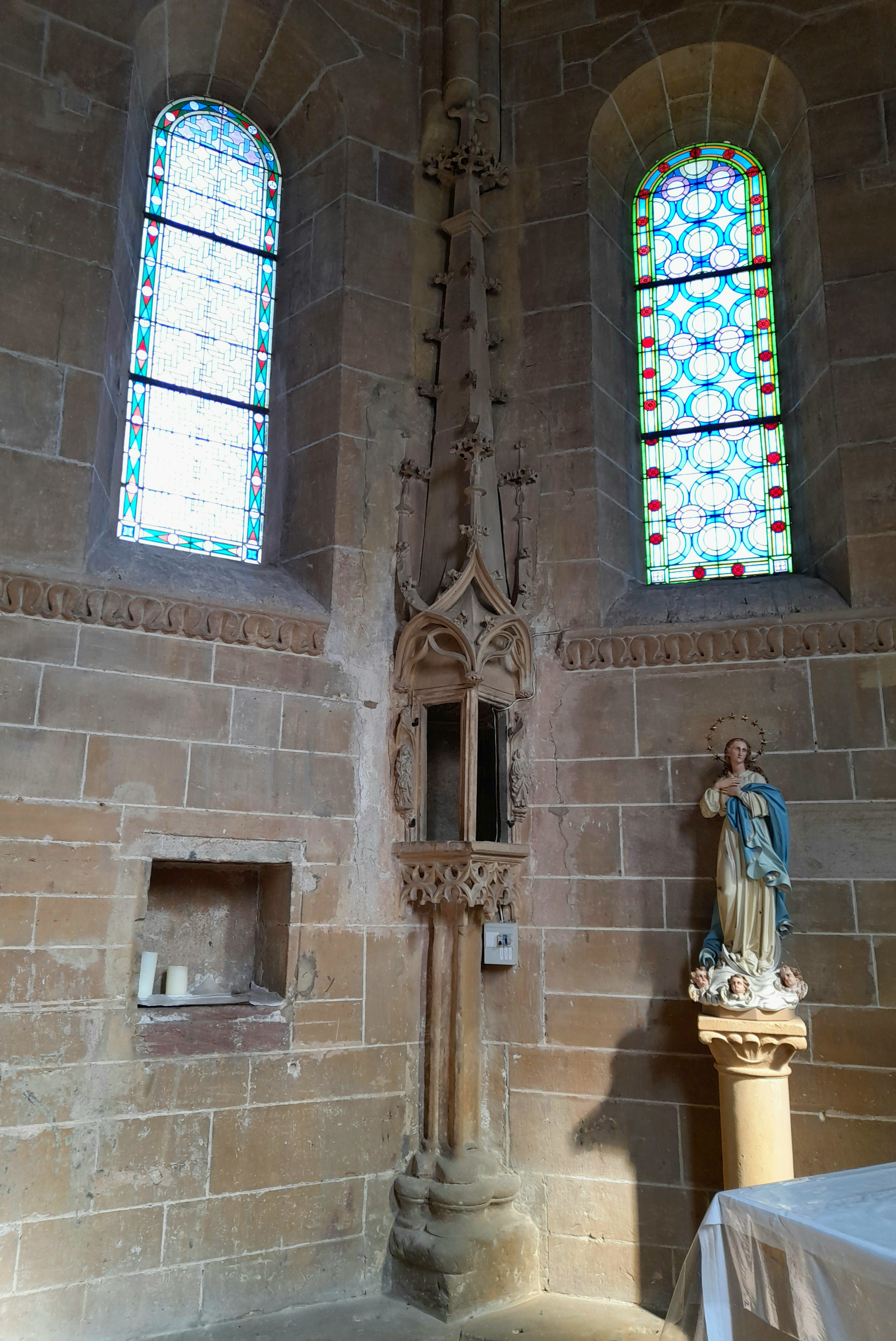
Custode ou tabernacle du XVe siècle.